# 田坪镇 (玉屏县)
田坪镇，是中华人民共和国贵州省铜仁市玉屏侗族自治县下辖的一个乡镇级行政单位。

## 行政区划
田坪镇下辖以下地区：
新街社区、田坪村、五里桥村、长冲垅村、白果村、江口村、马溪村、岩屋口村、彰坪村、金竹村、长岭村、黄母冲村、玉露村、塘合村、新华村、南门村、马家屯村、庆寨村、田冲村、罗家寨村和迷路村。